# Reelle Form
Der Begriff reelle Form wird in der Mathematik verwendet, um über den reellen und komplexen Zahlen definierte Objekte, insbesondere algebraische Strukturen, miteinander in Beziehung zu setzen. Er wird vor allem in der Theorie der Lie-Algebren und Lie-Gruppen gebraucht.
Eine reelle Lie-Algebra {\displaystyle {\mathfrak {g}}} ist eine reelle Form einer komplexen Lie-Algebra {\displaystyle {\mathfrak {g}}_{\mathbb {C} }}, wenn {\displaystyle {\mathfrak {g}}_{\mathbb {C} }} die Komplexifizierung von {\displaystyle {\mathfrak {g}}} ist, also
{\displaystyle {\mathfrak {g}}_{\mathbb {C} }={\mathfrak {g}}\otimes _{\mathbb {R} }\mathbb {C} }.
Allgemein lässt sich analog eine reelle Form {\displaystyle V} eines komplexen Vektorraumes {\displaystyle W} durch die Bedingung {\displaystyle V\otimes _{\mathbb {R} }\mathbb {C} =W} definieren.
Ein komplexer Vektorraum hat unendlich viele reelle Formen, zum Beispiel sind {\displaystyle \mathbb {R} ^{n}} oder {\displaystyle (i\mathbb {R} )^{n}} reelle Formen von {\displaystyle \mathbb {C} ^{n}}.
Eine reelle Form einer komplexen Lie-Gruppe ist eine Untergruppe, deren Lie-Algebra eine reelle Form der Lie-Algebra der komplexen Lie-Gruppe ist.

## Halbeinfache Lie-Algebren
Jede halbeinfache komplexe Lie-Algebra {\displaystyle {\mathfrak {g}}_{\mathbb {C} }} hat mindestens zwei reelle Formen {\displaystyle {\mathfrak {g}}}.
Die eine der beiden reellen Formen ist eine kompakte Lie-Algebra, d. h., die Killing-Form ist negativ definit.
Die andere der beiden reellen Formen ist eine spaltbare Lie-Algebra, d. h., es gibt eine Cartan-Unteralgebra {\displaystyle {\mathfrak {h}}\subset {\mathfrak {g}}}, so dass für alle {\displaystyle h\in {\mathfrak {h}}} die adjungierte Abbildung {\displaystyle ad(h)\colon {\mathfrak {g}}\to {\mathfrak {g}}} diagonalisierbar ist.
Im Allgemeinen kann {\displaystyle {\mathfrak {g}}_{\mathbb {C} }} noch weitere reelle Formen haben.

## Beispiele
Die folgende Liste nennt zu einer halbeinfachen komplexen Lie-Algebra {\displaystyle {\mathfrak {g}}_{\mathbb {C} }} erst die kompakte, dann die spaltbare reelle Form.
- {\displaystyle sl(n,\mathbb {C} ):su(n),sl(n,\mathbb {R} )}
- {\displaystyle so(2n+1,\mathbb {C} ):so(2n+1),so(n,n+1,\mathbb {C} )}
- {\displaystyle so(2n,\mathbb {C} ):so(2n),so(n,n,\mathbb {C} )}
- {\displaystyle sp(n,\mathbb {C} ):sp(n),sp(n,\mathbb {R} )} (wobei {\displaystyle sp(n)} die Lie-Algebra der kompakten symplektischen Gruppe bezeichnet)

## Klassifikation
Reelle Formen einer halbeinfachen komplexen Lie-Algebra {\displaystyle {\mathfrak {g}}_{\mathbb {C} }} werden durch Satake-Diagramme klassifiziert, gewisse Verfeinerungen des Dynkin-Diagramms von {\displaystyle {\mathfrak {g}}_{\mathbb {C} }}.

## Darstellungstheorie
Die komplexen Darstellungen von {\displaystyle {\mathfrak {g}}} entsprechen 1:1 den komplexen Darstellungen von {\displaystyle {\mathfrak {g}}\otimes \mathbb {C} }: man erhält alle Darstellungen von {\displaystyle {\mathfrak {g}}} durch Einschränkung der Darstellungen der komplexifizierten Lie-Algebra. Zum Beispiel ist die Darstellungstheorie von {\displaystyle su(2)} äquivalent zur Darstellungstheorie der sl(2,C).